# 기사 (자격)
기사(技士, Engineer)는 1973년 12월 31일 국가기술자격법이 개정되며 시행된 대한민국의 국가기술자격이다. 기사는 산업현장에서 공학적 기술이론 지식을 가지고 설계, 시공, 분석등의 업무에 종사한다. 

## 역사
1999년 3월 28일 국가기술자격법 개정으로 기존의 기능계 자격의 기사 2급과 다기능기술자, 기능사1급이 산업기사로 통합되었고, 기술계 자격의 기사 1급이 현재의 기사 자격으로 개편되었다.
기능사(가장 낮은 등급) → 산업기사 → 기사 → 기능장 → 기술사(국가기술자격의 등급에서 최상위급)

## 응시 자격
- 기사는 관련 경력이 있어야 응시할 수 있는데, 요구 경력은 다음과 같다.

| 구분                  | 구분                                                   | 필요경력 |
| --------------------- | ------------------------------------------------------ | -------- |
| 실무 경력만 있을 경우 | 실무 경력만 있을 경우                                  | 4년      |
| 여타 자격             | 산업기사 취득자                                        | 1년      |
| 여타 자격             | 기능사 취득자                                          | 3년      |
| 여타 자격             | 동일 및 유사직무분야의 다른 산업기사 종목 취득자       | 없음     |
| 여타 자격             | 동일 및 유사종목에 해당하는 외국 자격 취득자           | 없음     |
| 학력                  | 관련학과의 대학 졸업자 또는 졸업 예정자                | 없음     |
| 학력                  | 관련학과의 2년제 전문대학 졸업자 등 + 졸업 후 2년 경력 | 없음     |
| 학력                  | 관련학과 3년제 전문대학 졸업자 등 + 졸업 후 1년 경력   | 없음     |
| 기타                  | 기사 수준 이수자 또는 이수예정자                       | 없음     |
| 기타                  | 산업기사 수준 이수자 + 이수 후 2년 경력                | 없음     |
| 기타                  | 외국자격(동일종목 취득자)                              | 없음     |

- 2006년부터 정보기술분야(정보처리기사, 전자계산기조직응용기사 등)에 한해 모든 학과가 관련학과로 인정된다. (2013년부터는 비관련학과에 대한 특례가 폐지되고, 순수경력 및 자격취득 후의 경력으로만 응시가능함)

## 시험 및 취득 방법
먼저 필기 시험을 거쳐야 하고, 필기 시험에 합격하면 다시 실기 시험을 거쳐야 한다. 실기 시험에서 합격하면 해당 자격에 대한 자격증이 교부되어 자격을 취득하게 된다.

## 제출 서류
필기시험에 합격하면 서류를 제출해야 하는데, 제출해야 할 서류는 다음과 같다.
- 학력 : 졸업증명서, 졸업예정증명서, 재학증명서, 재적증명서, 수료증명서 등
- 경력 : 경력증명서(담당업무가 상세히 기재된 것에 한함), 4대보험 가입증명서(건강보험, 국민연금, 고용보험 중 택1), 자영업인 경우 사업자등록증명원 1부 등
- 학력으로 제출할 경우 온라인으로 제출하는 서비스를 이용하면 된다.
- 단, 기간내에 제출하지 않았거나 응시요건을 충족하지 못했을 경우 최종적으로 무효 처리된다.

## 검정 종목
- 2024년 현재 기준으로 삼는다.

| 분야               | 자격 이름 | 비고 |
| ------------------ | --- | ---- |
| 생산관리           | 품질경영기사 · 포장기사 |      |
| 디자인             | 서비스경험디자인기사 · 제품디자인기사 · 시각디자인기사 · 컬러리스트기사 |      |
| 건축               | 실내건축기사 · 건축기사 · 건축설비기사 |      |
| 토목               | 콘크리트기사 · 토목기사 · 측량및지형공간정보기사 · 지적기사 · 해양자원개발기사 · 해양환경기사 · 항로표지기사 · 응용지질기사 · 건설재료시험기사 · 철도토목기사                 |      |
| 조경               | 조경기사 |      |
| 채광               | 광산보안기사 · 광해방지기사 · 화약류관리기사 |      |
| 기계제작           | 일반기계기사 · 기계산업기사 |      |
| 기계장비설비ㆍ설치 | 농업기계기사 · 건설기계설비기사 · 건설기계정비기사 · 궤도장비정비기사 · 승강기기사 · 공조냉동기계기사 · 설비보전기사                                                          |      |
| 철도               | 철도차량기사 |      |
| 조선               | 조선기사 |      |
| 항공               | 항공기사 |      |
| 자동차             | 자동차정비기사 |      |
| 금형·공작기계      | 공작기계기사 · 사출금형기사 · 프레스금형기사 |      |
| 금속ㆍ재료         | 금속재료기사 |      |
| 화공               | 화공정밀화학기사 · 화약류제조기사 · 화학분석기사 · 바이오화학제품제조기사 |      |
| 섬유               | 섬유기사 · 의류기사 |      |
| 전기               | 전기기사 · 전기공사기사 · 철도신호기사 · 전기철도기사 |      |
| 전자               | 임베디트기사 · 전자기사 · 의공기사 · 로봇기구개발기사 · 로봇소프트웨어개발기사 · 로봇하드웨어개발기사 · 전자계산기기사 · 광학기사                                             |      |
| 정보기술           | 정보처리기사 · 전자계산기조직응용기사 · 빅데이터분석기사 · 정보보안기사 |      |
| 방송ㆍ무선         | 무선설비기사 · 방송통신기사 |      |
| 통신               | 정보통신기사 · 전파전자통신기사 |      |
| 인쇄ㆍ사진         | 인쇄기사 |      |
| 농업               | 종자기사 · 유기농업기사 · 화훼장식기사 · 시설원예기사 |      |
| 축산               | 축산기사 |      |
| 임업               | 식물보호기사 · 임업종묘기사 · 임산가공기사 |      |
| 어업               | 수산양식기사 · 어업생산관리기사 |      |
| 안전관리           | 산업안전기사 · 건설안전기사 · 화재감식평가기사 · 가스기사 · 산업위생관리기사 · 소방설비(기계분야)기사 · 소방설비(전기분야)기사                                                |      |
| 비파괴검사         | 방사선비파과기사 · 초음파비파괴기사 · 자기비파괴검사기사 · 침투비파괴검사기사                                                                                                 |      |
| 환경               | 온실가스관리기사 · 환경위해관리기사 · 대기환경기사 · 수질환경기사 · 소음진동기사 · 자연생태복원기사 · 토양환경기사 · 폐기물처리기사 · 생물분류(식물)기사 · 생물분류(동물)기사 |      |
| 에너지ㆍ기상       | 신재생에너지발전설비(태양광)기사 · 원자력기사 · 에너지관리기사 · 기상기사 · 기상감정기사 · 에너지관리기사                                                                     |      |

## 통계
| 연도/현황   |             |           |           |           |           |           |
| 연도/현황   | ~2018년     | 2019년    | 2020년    | 2021년    | 2022년    | 2023년    |
| ----------- | ----------- | --------- | --------- | --------- | --------- | --------- |
| 필기 응시자 | 8,327,690명 | 378,619명 | 353,312명 | 434,486명 | 430,182명 | 517,086명 |
| 필기 합격률 | 36.0%       | 44.4%     | 46.6%     | 44.5%     | 42.9%     | 45.3%     |
| 실기 응시자 | 4,669,421명 | 248,348명 | 275,607명 | 302,905명 | 302,575명 | 342,173명 |
| 실기 합격률 | 33.1%       | 45.2%     | 35.7%     | 39.4%     | 39.0%     | 40.7%     |
| 자격 취득자 | 1,904,686명 | 112,248명 | 98,402명  | 119,326명 | 118,036명 | 139,157명 |